# 仮面の中のアリア
『仮面の中のアリア』（かめんのなかのアリア、原題：Le Maitre de Musique）は、1988年のベルギー映画。絶頂期に引退した大歌手と、彼の2人の若い弟子を描いたオペラ映画である。

## キャスト
- ジョアキム・ダレイラック：ホセ・ファン・ダム
- ソフィー：アンヌ・ルーセル
- ジャン：フィリップ・ヴォルテール
- エステル：シルヴィー・フェネック
- スコッティ公爵：パトリック・ボーショー
- ：ヨハン・レイセン
- ：マーク・シュレイバー

## スタッフ
- 監督：ジェラール・コルビオ
- 脚本：ジェラール・コルビオ、アンドレ・コルビオ、パトリック・イラトニ、ジャクリーヌ・ピエルー、クリスチャン・ワットン
- 原案：リュック・ジャボン、ジェラール・コルビオ
- 台詞：クリスチャン・ワットン
- 製作：ジャクリーヌ・ピエルー
- 撮影：ウォルター・バン・デン・エンデ
- 録音：アンドレ・デフォセ
- 編集：デニス・ヴァンデヴォジェール